# Microrregión de Piedade
La microrregión de Piedade es una de las microrregiones del estado brasileño de São Paulo perteneciente a la mesorregión Macro Metropolitana Paulista. Su población fue estimada en 2006 por el IBGE en 203.299 habitantes y está dividida en cinco municipios. Posee un área total de 4.172,925 km².

## Municipios
- Ibiúna
- Piedade
- Pilar do Sul
- São Miguel Arcanjo
- Tapiraí